# Narauli
Narauli é uma cidade e uma nagar panchayat no distrito de Moradabad, no estado indiano de Uttar Pradesh.

## Geografia
Narauli está localizada a 28° 30′ N, 78° 43′ L. Tem uma altitude média de 186 metros (610 pés).

## Demografia
Segundo o censo de 2001, Narauli tinha uma população de 16,682 habitantes. Os indivíduos do sexo masculino constituem 53% da população e os do sexo feminino 47%. Narauli tem uma taxa de literacia de 25%, inferior à média nacional de 59.5%: a literacia no sexo masculino é de 31% e no sexo feminino é de 18%. Em Narauli, 19% da população está abaixo dos 6 anos de idade.